# Виллер-ле-Буйе
Вилле́р-ле-Буйе́ — коммуна в Валлонии, расположенная в провинции Льеж, округ Юи. Принадлежит Французскому языковому сообществу Бельгии. На площади 32,71 км² проживают 6051 человек (плотность населения — 185 чел./км²), из которых 49,17 % — мужчины и 50,83 % — женщины. Средний годовой доход на душу населения в 2003 году составлял 12 088 евро.
Почтовый код: 4530. Телефонный код: 085.